# Чехословацьке телеграфне агентство
Чехослова́цьке телегра́фне аге́нство, ЧТК (чеськ. Československá tisková kancelář; CTK) — інформаційне агентство ЧССР, засноване 28 жовтня 1918 року.
З 1945 року агентство стало державним. Мало відділення в багатьох країнах світу. Центр розташовувався у Празі.
ЧТК було основним джерелом внутрішньої і міжнародної інформації для газет, радіо, телебачення, державних установ.
З 1992 року, після розділу ЧССР, правонаступником агентства стало Чеське телеграфне агентство.